# Pastorale (film, 1975)
Pour les articles homonymes, voir Pastorale.
Pour plus de détails, voir Fiche technique et Distribution.
Pastorale (en géorgien : პასტორალი, en russe : Пастораль) est un film géorgien réalisé par Otar Iosseliani, sorti en 1975.

## Synopsis
Quatre amis musiciens de la ville partent à la campagne loger chez l'habitant pour répéter.

## Fiche technique
- Titre : Pastorale
- Titre original : პასტორალი
- Réalisation : Otar Iosseliani
- Scénario : Otar Iosseliani et Revaz Inanishvili
- Pays d'origine :  Union soviétique
- Format : Noir et blanc - Mono - 35 mm
- Genre : Drame
- Durée : 95 minutes
- Date de sortie : 1975

## Distribution
- Nana Ioseliani : Eduki
- Tamar Gabarashvili : musicien
- Mikhail Naneishvili : musicien
- Nukri Davitashvili : musicien
- Baia Macaberidze : musicien
- Rezo Charkhalashvili : homme à la jeep
- Nestor Pipia : voisin
- Qsenia Pipia : voisin